# Michael Chapman
Michael Chapman (Leeds, 24 januari 1941 – 10 september 2021) was een Britse folkzanger en gitarist, die zijn loopbaan in de jazzscene van zijn thuisstad Leeds begon. Vanaf 1966 heeft hij als singer-songwriter circa vijftig albums opgenomen.

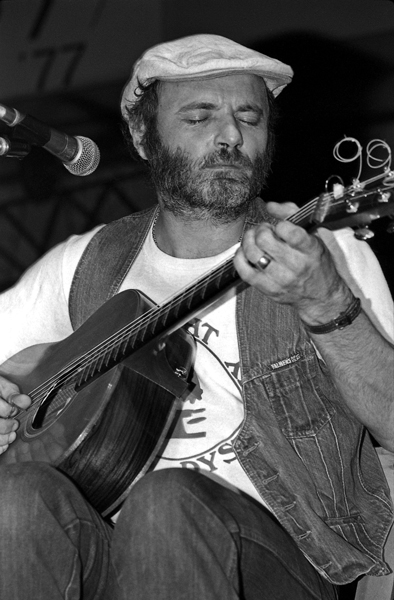
Michael Chapman in 1980

## Biografie
In 2016 vierde hij zijn vijftigste jaar als professioneel muzikant met het uitgeven van zijn album 50, waarop diverse van zijn bekendere nummers te vinden zijn. Chapman trad tot laat in zijn leven geregeld op in Europa en Amerika. Diverse artiesten noemen hem als een voorbeeld, zoals Sonic Youth en Supergrass.

## Discografie
- Rainmaker (1969)
- Fully Qualified Survivor (1970)
- Window (1970)
- Wrecked Again (1971)
- Millstone Grit (1973)
- Deal Gone Down (1974)
- Pleasures of the Street (1975)
- Savage Amusement (1976)
- The Man Who Hated Mornings (1977)
- Play Guitar The Easy Way (1978)
- Life on the Ceiling (1979)
- Looking For Eleven (1980)
- Almost Alone (1981)
- Original Owners (1983)
- Heartbeat (1987)
- Still Making Rain (1991/3)
- Navigation (1995)
- Dreaming Out Loud (1997)
- Michael Chapman Black And White (1998)
- BBC Sessions 69–75 (1998)
- The Twisted Road (1999)
- Growing Pains (2000)
- Growing Pains 2 (2001)
- Americana (2001)
- Live And Unhinged (2001)
- Kule 2 B Blue with Alamo Leal (2001)
- Americana 2 (2002)
- Dogs Got More Sense (2004)
- Journeyman Live DVD (2004)
- 27 06 05 Live in Brighton (2005)
- Plaindealer (2005)
- Lost (2005)
- Words Fail Me (2007)
- Vanity and Pride (2008)
- Sweet Powder (2008)
- Time Past & Time Passing (2008)
- And Then There Were Three Live in Nottingham 1977 (2010)
- Wrytree Drift (2010)
- Trainsong:  Guitar Compositions, 1967-2010  (2011)
- Fully Qualified Survivor (Reissue) (2011)
- Rainmaker  (Reissue) (2012)
- Wrecked Again (Reissue) (2013)
- Window (Reissue) (2014)
- The Resurrection and Revenge of The Clayton Peacock (2011)
- Pachyderm (2012)
- The Polar Bear (2014)
- Fish (2015)
- 50 (2017)

Album met covers door andere artiesten
- Oh Michael, Look What You've Done: Friends Play Michael Chapman (2012)

## Optredens in Nederland
- 21 oktober 2017 - Ramblin' Roots Festival - Vredenburg, Utrecht
- 20 september 2017 - Vrije Geluiden - Vredenburg, Utrecht
- 14 september 2013 - Take Root Festival - Groningen
- 9 november 2006 - 013, Tilburg * 28 augustus 1976 Gronings Popfestival - Vinkhuizen Groningen
- 22 mei 1972 - Pinkpop 1972 Festival - Geleen
- 11 mei 1972 - Popmeeting 1972 Festival - Lochem
- 16 juli 1972 - Poppark 1972 Festival - Wijchen

## Trivia
- In september 2017 was Michael Chapman te gast bij het programma VPRO Vrije Geluiden waar hij de nummers “Sometimes You Just Drive” en “Another Story” heeft gespeeld. In oktober van dat jaar was hij een van de hoofdacts op het festival Ramblin' Roots in Utrecht.
- In 2012 is er een verzamelalbum uitgegeven waarop diverse artiesten covers van Michael Chapman spelen. Aan dit album, "Oh Michael, Look What You've Done: Friends Play Michael Chapman" genaamd, hebben onder anderen Thurston Moore (Sonic Youth), Maddy Prior en Lucinda Williams een bijdrage geleverd.